# Mahonia decipiens
Mahonia decipiens es una especie de planta de flores perteneciente a la familia Berberidaceae. Es endémica de China, entre los 880 y 1.500 m s. n. m. y se encuentra en peligro de extinción.

## Descripción
Arbusto caduco, crece entre 1 y 2 m de altura. Hojas elípticas de 15 a 20 cm de longitud por 7 a 11 cm de ancho, compuestas de 2 a 7 pares de folíolos subsésiles, ovalados o elípticos de 30 a 70 mm de largo por 15 a 35 mm de ancho, ápice agudo y márgenes aserrados o dentados. Flores con sépalos ovalados a elípticos, de 3a 6 mm de largo, pétalos de 5 a 6 mm de longitud, agrupados en racimos fasciculados axilares.

## Fuente
- China Plant Specialist Group 2004. Mahonia decipiens. 2006 IUCN Lista Roja de Especies Amenazadas; visto 22 agosto de 2007
- Morlhon, Philippe 2007. Mahonia decipiens (enlace roto disponible en Internet Archive; véase el historial, la primera versión y la última). Plantes et Botanique. (en francés)